# Олга Константиновна
Олга Константиновна (3 септември 1851 – 18 юни 1926) е велика руска княгиня – внучка на император Николай I, и кралица на Гърция като съпруга на гръцкия крал Георгиос I.

## Биография
Олга Константиновна е родена на 3 септември 1851 г. в Павловск, Русия. Тя е дъщеря на великия княз Константин Николаевич и принцеса Александра фон Сакс-Алтенбург.
През 1863 г. гръцкият крал Георг I посещава Петербург, за да благодари на руския император Александър II за оказаната му подкрепа за заемането на гръцкия престол. Тогава 12-годишната Олга Константиновна среща за първи път бъдещия си съпруг.
Двамата се влюбват през 1867 г., когато Георг гостува на сестра си Мария Фьодоровна в Петербург. Двамата се венчават на 27 октомври 1867 г., след което Олга получава титлата кралица на елините. По майчина линия кралица Олга е 27-о поколение потомка на византийската императрица Ефросина Дукина Каматерина (1155 – 1211), която е била съпруга на византийския император Алексий III Ангел. Като потомка на византийските василевси Олга става много популярна в Гърция.
В Гърция Олга е популярна и с благотворителната си дейност. Тя основава най-голямата болница в Гърция, Евангелисмос в Атина, и руската болница в Пирея.
След смъртта на внука ѝ Александрос I, на 25 октомври 1920, гръцкото правителство предлага трона на брат му Павлос. Павлос отказва, уповавайки се на факта, че баща му и по-големият му брат са живи. След като правителството на Елевтериос Венизелос губи изборите, на 17 ноември 1920 г. регентът адмирал Павлос Кундуриотис се оттегля в полза на кралица Олга. Тя управлява като регент до завръщането на сина ѝ Константинос на гръцкия престол на 19 ноември.
Кралица Олга умира на 18 юни 1926 г. в Рим, Италия. Първоначално е погребана в криптата на православната църква „Рождество Христово и Св. Николай Чудотворец“ във Флоренция (гръцкият кралски дом използва едно от помещенията на криптата като гробница за монарси в изгнание). През 1936 г., след възстановяването на монархията в Гърция, тленните останки на царица Олга са препогребани в Татой, имението на гръцките крале в околностите на Атина.

## Деца
Олга Константиновна и Георг I имат осем деца:
- Константинос I
- Георгиос
- Александра
- Николай
- Мария
- Олга
- Андрей – баща на Филип, херцог на Единбург
- Христофор